# Delia pilitibia
Delia pilitibia este o specie de muște din genul Delia, familia Anthomyiidae. A fost descrisă pentru prima dată de Stein în anul 1916.
Este endemică în Italia. Conform Catalogue of Life specia Delia pilitibia nu are subspecii cunoscute.